# Podmoky, Havlíčkův Brod
Podmoky là một làng thuộc huyện Havlíčkův Brod, vùng Vysočina, Cộng hòa Séc.